# Schuller Alajos
Schuller Alajos (Pest, 1845. szeptember 17. – Budapest, 1920. április 20.) magyar fizikus, kémikus, egyetemi tanár, a Magyar Tudományos Akadémia rendes tagja. Fő kutatási területe a kísérleti fizika és a kémiai fizika volt, különösen jelentősek hőtani mennyiségmeghatározásai. Több mint négy évtizeden át (1872–1916) volt a fővárosi műegyetemen a kísérleti fizika tanszékvezető tanára.

## Életútja
Reáliskolai tanulmányai után 1863-tól 1868-ig a Királyi József Műegyetem mérnöki tanfolyamán tanult. Ezt követően 1871-ig a műegyetem kísérleti természettani (tkp. kísérleti fizikai) tanszékén volt Müller József tanársegédje, egyidejűleg a Pesti Egyetemen matematika–fizika szakos tanári oklevelet szerzett. 1871–1872-ben a Heidelbergi Egyetemen képezte tovább magát, Robert Wilhelm Bunsen és Gustav Robert Kirchhoff előadásait hallgatta, egyúttal Kirchhoff tanársegédje volt. Hazatérését követően 1872-ben kinevezték a műegyetemre a kísérleti fizika nyilvános rendes tanárává. 1916-os nyugdíjazásáig irányította a tanszékén folyó munkát, egyidejűleg 1885 és 1887 között a gépészmérnöki osztály (kar) dékáni feladatait is ellátta.

## Munkássága
Fő kutatási területe a kísérleti fizika volt, de számottevőek voltak a kémia módszertanával és kérdésfeltevéseivel végzett kémiai fizikai vizsgálatai is. Több kísérletet is tökéletesített, Magyarországon elsőként állított elő sárga arzénmódosulatot. Életművének egyik legjelentősebb hagyatékát képezik a Wartha Vincével végzett kalorimetriai vizsgálataik, amelyekkel összefüggésben tökéletesítette a Bunsen-féle jégkalorimétert (1875). Behatóan foglalkozott a víz és a levegő összetételével, fizikai állapotjelzőivel és termodinamikai sajátosságaival, a légnyomással és a vákuummal. Ez utóbbi területen végzett kísérletes vizsgálataihoz kifejlesztett egy nagy hatásfokú, önműködő higanygőzös légszivattyút (1881). Az 1890-es évektől elektromosságtani vizsgálatokat is végzett, tanulmányozta az elektrolízis és az elektrosztatika elméletét, valamint a fémek elektrokémiai potenciálkülönbségeit.
A fővárosi műegyetem tanáraként jelentősen hozzájárult a kísérleti fizikai oktatás színvonalának, az egyetemi laboratórium felszereltségének fejlesztéséhez. Kiterjedt publikációs tevékenységet végzett, csak a Természettudományi Közlönyben száznál több szakcikke jelent meg.

### Szervezeti tagságai és elismerései
1880-ban a Magyar Tudományos Akadémia levelező, 1891-ben rendes tagjává választották. 1877-től 1916-ig a Királyi Magyar Természettudományi Társulat választmányi tagja volt. A Kolozsvári Magyar Királyi Ferenc József Tudományegyetem 1910-ben díszdoktorává avatta.

### Művei
- A súly és a hő állítólagos összefüggéséről. Budapest: Magyar Tudományos Aladémia. 1875.   REAL-EOD
- A légnyomás változásainak pontos meghatározásáról. Budapest: Magyar Tudományos Aladémia. 1876.   REAL-EOD
- Hőmennyiség-mérések. Budapest: Magyar Tudományos Aladémia. 1878.   (Wartha Vincével) REAL-EOD
- A levegőről, és folyóssá tételéről. Budapest: Természettudományi Társulat. 1880.
- A hydrogen hyperoxyd képződése égés közben. Budapest: Magyar Tudományos Akadémia. 1881.   REAL-EOD
- Önműködő higanylégszivattyú. Budapest: Magyar Tudományos Akadémia. 1881.   REAL-EOD
- A víznek képződési melegéről. Budapest: Magyar Tudományos Akadémia. 1881.   REAL-EOD
- Kísérleti fizika. Budapest: Rozsnyai. 1897.
- Chemiai phisica. Szeged: Endrényi ny. 1905.   (Strauss Árminnal)